# True Master
True Master, född Derek Harris, är en amerikansk musikproducent som är knuten till hiphopkollektivet Wu-Tang Clan. True Master har sedan tidigt 1990-tal producerat musik på en rad olika albumsläpp från Wu-Tang Clan. Han har även jobbat med artister som KRS-One, Afu-Ra och Busta Rhymes.